# Steven Chu
Steven Chu (n. 28 februarie 1948, Saint Louis, Missouri, SUA) este un fizician american, laureat al Premiului Nobel pentru Fizică în 1997 împreună cu Claude Cohen-Tannoudji și William Phillips pentru dezvoltarea metodelor de răcire și captare a atomilor cu ajutorul laserilor 